# Première Ligue
Première Ligue är en professionell fotbollsliga för damer på högsta nivå i det franska fotbollsligasystemet. Ligan drivs av Ligue féminine de football professionnel (LFFP). Vinnarna av ligan tävlar i Trophée des Championnes-matchen följande säsong. 
I slutet av varje säsong kvalificerar de tre bästa lagen till UEFA Women's Champions League, medan två lag som hamnat sist degraderas till Seconde Ligue.
Olympique Lyonnais har vunnit ligan flest gånger (17), och har även rekordet för raka vinster (14).

## Historia
Den första fotbollsligan för kvinnor i Frankrike grundades 1918 av Fédération des Sociétés Féminines Sportives de France (FSFSF), en damfotbollsorganisation i Frankrike som leddes av damfotbollspionjären Alice Milliat. Den fanns i tolv säsonger innan den upplöstes på grund av ett förbud mot damfotboll i Frankrike. 
1975 återinfördes damfotbollen officiellt och en ny liga, Division 1 Féminine, bildades av det franska fotbollsförbundet. Ligan var då en amatörliga. Sedan säsongen 2009–10 är ligan professionell. Då började spelarna få skriva proffskontrakt med sina klubbar.
I juli 2022 tillkännagavs det att Division 1 Féminine kommer att finnas med i FIFA 23-spelet. 
Till säsongen 2024–25 ändrades ligans namn från Division 1 till Première Ligue.

## Klubbar
| Lag                  | 2023/2024    | Ort                   | Arena                                |
| -------------------- | ------------ | --------------------- | ------------------------------------ |
| AS Saint-Étienne     | 7:a          | Saint-Étienne         | Stade Etivallière                    |
| Dijon FCO            | 8:a          | Dijon                 | Stade Gaston Gérard                  |
| En Avant Guingamp    | 10:a         | Pabu                  | Stade de l'Akademi EA Guingamp       |
| FC Fleury 91         | 5:a          | Bondoufle             | Stade Robert Bobin                   |
| FC Nantes            | Div. 2 (2:a) | Nantes                | Stade Marcel-Saupin                  |
| Le Havre AC          | 9:a          | Le Havre              | Stade Océane                         |
| Montpellier HSC      | 6:a          | Montpellier           | Centre d'entrainement Bernard Gasset |
| Olympique Lyonnais   | 1:a          | Décines-Charpieu      | Groupama OL Training Center          |
| Paris FC             | 3:a          | Paris                 | Stade Sébastien Charléty             |
| Paris Saint-Germain  | 2:a          | Saint-Germain-en-Laye | Stade Georges Lefèvre                |
| RC Strasbourg Alsace | Div. 2 (1:a) | Strasbourg            | Stade Jean Nicolas Muller            |
| Stade de Reims       | 4:a          | Bétheny               | Stade Louis Blériot                  |